# Pilotrichum affine
Pilotrichum affine är en bladmossart som beskrevs av Bridel 1827. Pilotrichum affine ingår i släktet Pilotrichum och familjen Daltoniaceae. Inga underarter finns listade i Catalogue of Life.